# Partido de Tres Lomas
Tres Lomas es uno de los 135 partidos de la provincia argentina de Buenos Aires. El partido fue creado el 11 de diciembre de 1986 con tierras del partido de Pellegrini.
Se encuentra a una latitud de 36° 28' Sur, una longitud de 61° 53' Oeste y una altitud de 112 m s. n. m. Su cabecera es la ciudad de Tres Lomas, a 520 km de Buenos Aires y 580 de la ciudad capital provincial La Plata

## Geografía
El Partido de Tres Lomas está en el extremo noroeste de la provincia de Buenos Aires, casi en el límite con la provincia de La Pampa. 
Limita al noreste con Trenque Lauquen, al noroeste con Pellegrini, al sudeste con Guaminí y al sudoeste con Salliqueló.

## Población
Según los resultados definitivos del censo de 2022 la población del partido alcanza los 9.164 habitantes.
| Población | 7.596 | 7.439  | 8.700   | 9.164 |
| Variación | -     | -2,06% | +16,95% | +5,3% |

## Vías de comunicación
- Rutas nacionales: RN 5 y RN 33
- Rutas provinciales: RP 85
- Aeroclubes: Aeroclub "Tres Lomas"- Código Aéreo FR25749 Lomas.html (enlace roto disponible en Internet Archive; véase el historial, la primera versión y la última).

## Intendentes
| Intendente                  | Mandato                                           | Partido |
| Miguel Ángel Sei            | 10 de diciembre de 1987 - 10 de diciembre de 1995 | PJ      |
| Roberto Santiago Marino     | 10 de diciembre de 1995 - 10 de diciembre de 2003 | UCR     |
| Mario Luis Espada           | 10 de diciembre de 2003 - 10 de diciembre de 2011 | UCR     |
| Roberto Óscar Álvarez       | 10 de diciembre de 2011 - 30 de diciembre de 2021 | PJ      |
| Jorge Raúl Carrera          | 30 de diciembre de 2021 - 10 de diciembre de 2023 | PJ      |
| Luciano Omar Spinolo Sayago | 10 de diciembre de 2023 - presente                | UCR     |

## Lugares de interés
- Plaza principal “Leandro N. Alem”, diseñada por el famoso arquitecto Salamone
- Municipalidad de Tres Lomas, diseñada por el mencionado arquitecto.
- Estación de trenes, aunque hoy en día solo circulan trenes de cargas de cereales por esas vías férreas, se encuentra en excelentes condiciones, pudiéndose visitar.
- Museo Histórico, es un museo que ha sido establecido en un lugar emblemático de Tres Lomas, la Ex Casa Marcaida. Allí se pueden visitar muestras temáticas.
- Museo de Arte, se encuentra en el ex Matadero Municipal, el cual fue renovado y ocasionalmente posee exposiciones artísticas.
- Bio Parque Municipal, es un bio parque que fue creado para la preservación de especies autóctonas. Un hermoso lugar donde conviven las especies animales y vegetales, con los seres humanos. Allí se encuentra una laguna artificial, donde viven patos, ranas, sapos, nutrias y otras especies. Posee caminos internos donde se pueden recorrer con automóviles, motocicletas, y bicicletas. También es un excelente lugar para caminar, descansar, cocinar los típicos asados argentinos, tomar mates en la Matera y comer en las pérgolas. En el mismo lugar se realizan fiestas como la de la primavera.
- Estadios de fútbol. En esta ciudad hay tres estadios de fútbol (football), el del Club Atlético Argentino, el del Club Unión Deportiva y el del Club Ferrocarril Oeste, El primero se encuentra cercano al Bio Parque Municipal, el segundo se encuentra en el centro de la urbe y el tercero se encuentra en el acceso oeste de la ciudad.
- Polideportivo municipal, el mismo está ubicado junto al Bio Parque Municipal, allí hay una piscina pública, que se encuentra abierta al público en verano, además se puede descansar y tomar sol.
- Campo de jineteada, el mismo se encuentra ubicado dentro del Bio Parque, donde se realizan las típicas jineteadas argentinas.
- Autódromo “Las Charas”, este esa ubicado en la localidad de Ingeniero Thompson, y lleva ese nombre, puesto que la ciudad en la que se encuentra localizado poseía ese mismo nombre.
- Cine y Teatro español, ubicado en el centro de Tres Lomas, y remodelado hace poco tiempo. Se pueden apreciar obras de teatro, películas, ceremonias, conciertos, etc.
- Tambos, estancias, campos, frigoríficos, queserías y casas antiguas, si bien estos lugares son privados, contactándose con encargados y/o los dueños de estos lugares, pueden ser visitados.
- Bar "Ron Damón Pool Bar" donde se puede jugar al pool, oír las emblemáticas melodías del Indio Solari y beber una refrescante cerveza.

## Localidades del Partido
- Tres Lomas
- Ingeniero Thompson (también denominada Pedro M. Moreno, o Las Charas)
- Garré (localidad compartida con los partidos de Trenque Lauquen y Guaminí)